# Kulturrådet (1935–1944)
Kulturrådet var en rådgivande församling som bildades 1935 och hade till uppgift att främja sådan verksamhet, som avsåg att sprida kännedom om Sverige i utlandet. Kulturrådet bestod av 25 ledamöter med utrikesministern som ordförande och ecklesiastikministern som suppleant. Kulturrådet och Upplysningsnämnden sammanslogs 1945 till Svenska institutet för kulturellt utbyte med utlandet.